# Oregoni Művészeti és Kézműves Főiskola
Az Oregoni Művészeti és Kézműves Főiskola képzőművészeti kurzusokat kínáló magánintézmény volt az Amerikai Egyesült Államok Oregon államának Portland városában. Az iskola biztosította a helyi művészközösség továbbképzését. A Julia Christiansen Hoffman által alapított főiskola az Arts and Crafts mozgalom követője volt.
Az intézményt a 2018/19-es tanév tavaszi szemeszterének végén zárták be.

## Története
A Művészeti és Kézműves Társaságot 1907 szeptemberében alapították. Kezdetben a tanórák a tagok lakásán zajlottak, majd 1934-ben a Portland belvárosában található Kramer épületbe költöztek, 1952-ben pedig a Művészeti és Fémipari Céhszövetségbe olvadtak. Az új intézmény 1962-ben egy korábbi kórház helyére költözött.
1978-ban az intézmény felvette az Oregoni Művészeti és Kézműves Intézet nevet, valamint kampusza egy másfél millió dolláros beruházás keretében a John Storrs által tervezett 4300 négyzetméteres területtel bővült. 1994-től képzőművészeti alapdiplomákat is kiadtak, 1996-ban pedig főiskolává alakultak.
2005-ben bejelentették, hogy egy 14 millió dolláros beruházással megdupláznák a campus alapterületét. A 2008 szeptemberében tartott alapkőletételkor úgy tervezték, hogy az ezernégyszáz négyzetméteres stúdióépületek a következő év nyarára elkészülnek; a Jean Vollum épület végül 2010 szeptemberében nyílt meg. A könyvtár bővítésére irányuló terveket elvetették.
2008 októberében az Északnyugat-Csendes-óceáni Művészeti Intézettel közös képzés indulását jelentették be; 2011-ben a két intézmény kézműves mesterképzést indított. Bonnie Laing Malcolmson rektor 2009 decemberében 2010. májusi hatállyal lemondott; utódja 2010. augusztus 23-tól Denise Mullen lett. 2013-tól képzőművészeti mesterdiplomákat is kibocsátottak.
Mivel a kis főiskola nem tudta kigazdálkodni a fenntartási költségeket, 2018-ban az Északnyugat-Csendes-óceáni Művészeti Intézetbe olvadtak volna, azonban a másik intézmény ettől elzárkózott. Néhány hónappal később a tavaszi tandíjak befizetését követően bejelentették az iskola megszűnését; a befizetett díjakat nem térítették vissza. 2019 áprilisában a kampuszt 6,5 millió dollárért eladták a Catlin Gabel Iskolának.

## Kampusz
A Barbara Fealy és John Storrs által tervezett, harmincnyolcezer négyzetméteres campus Washington megyében feküdt.

### Centrum
A Centrum volt a porta, a kávézó, a rendszergazdai iroda és a galéria otthona.

### Kávézó
Az intézmény kávézóját a Hands On Cafe üzemeltette; családtagjuk halálával a bérleményt nem kívánták tovább üzemeltetni. 2014 januárjától Leather Storrs, John Storrs építész fia bérelte a helyet.

### Könyvtár
A Sárga házban található könyvtár huszonnyolcezer diát tartalmazott, emellett a helyszínen kilencven folyóirat és négy adatbázis is böngészhető. A könyvtár az állami kooperatív szolgálat résztvevője volt.

## Oktatás
Az alapképzésben 140–200, a mesterképzésben pedig tíz hallgató tanult. Az intézmény a Független Művészeti és Kézműves Főiskolák Szövetségének tagja volt, emellett rendelkezett a Művészeti és Tervezési Iskolák Nemzeti Szövetsége és az Északnyugati Főiskolák és Egyetemek Szövetségének akkreditációjával.

## Art on the Vine
Az Art of the Vine a hallgatók ösztöndíjait támogató adománygyűjtő rendezvény volt, emellett az eseményen körülbelül 120 műalkotást és 35 italcsomagot értékesítettek.

## Nevezetes személyek
- Cynthia Lahti, keramikus
- Mary Catherine Lamb, textilművész
- Tuesday Smillie, feminista művész

## Fordítás
- Ez a szócikk részben vagy egészben  az   Oregon College of Arts and Craft című angol Wikipédia-szócikk ezen változatának fordításán alapul.  Az eredeti cikk szerkesztőit annak laptörténete sorolja fel. Ez a jelzés csupán a megfogalmazás eredetét és a szerzői jogokat jelzi, nem szolgál a cikkben szereplő információk forrásmegjelöléseként.